# Carsten Krøyer
Carsten Krøyer, bedre kendt som Goon er en Pop/R'n'B-rapper og producer fra Danmark. Carsten Krøyer er tidligere medlem af gruppen Nice Device. 

## Diskografi
- Mental reflex (1997)